# With Byrd at the South Pole
With Byrd at the  South Pole é um filme mudo norte-americano de 1934, do gênero documentário, estrelado por Richard Byrd e narrado por Floyd Gibbons.

## Produção
Elogiado misto de documentário e promoção pessoal,, o filme foi gravado mudo e depois teve acrescentados sequências faladas, música sincronizada e efeitos sonoros. A narração foi feita pelo jornalista Floyd Gibbons.
Em sua primeira empreitada, Byrd havia levado uma equipe de filmagem consigo, porém ignorou o potencial científico e comercial do cinema. Arrependido, não quis reincidir no erro e deu carta branca aos cinegrafistas, tendo disponibilizado para eles a aparelhagem mais moderna, aí incluída iluminação topo de linha. Tudo isso, aliado à narração entusiástica de Gibbons e o fato de Byrd ser um showman por natureza, resultou em um produto divertido, fascinante e notável.
A fotografia ganhou o Oscar da categoria.

## Sinopse

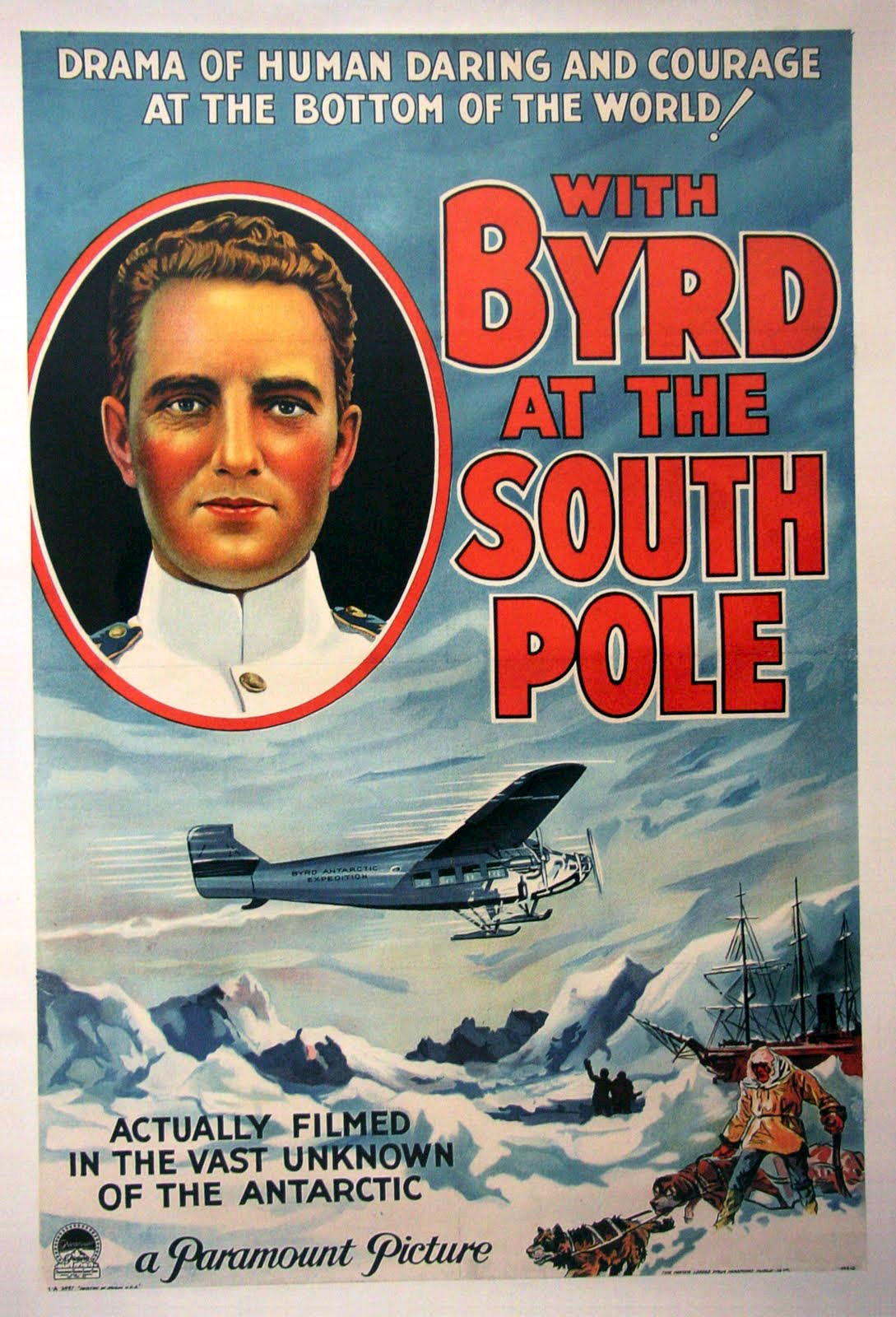
Outro cartaz do filme

O filme detalha uma das várias expedições à Antártida do notável explorador e vice-almirante da Marinha dos Estados Unidos Richard Byrd.

## Premiações
| Patrocinador                                  | Prêmio | Categoria         | Situação |
| --------------------------------------------- | ------ | ----------------- | -------- |
| Academia de Artes e Ciências Cinematográficas | Oscar  | Melhor Fotografia | Vencedor |

## Elenco
| Ator/Atriz         | Personagem         |
| ------------------ | ------------------ |
| Richard Byrd       | Richard Byrd       |
| Clair D. Alexander | Clair D. Alexander |
| Bernt Balchen      | Bernt Balchen      |
| George H. Black    | George H. Black    |